# Isabeella Beumer

Isabeella Beumer, Nationaltheater Mannheim, Eröffnung Mozartsommer 2010

Isabeella Beumer (* 1951 in Herford) ist eine deutsche Sängerin Neuer Musik und Voice Art, Autorin konkreter Literatur und Komponistin in Acoustic Art.

## Leben
Erste VoiceArt and Poetry Performances zeigt sie in Museen und Galerien seit 1989.
In Hamburg und Wien arbeitete sie mit H.C. Artmann, Allen Ginsberg, Blixa Bargeld und Gerhard Rühm zusammen und war Meisterschülerin von Ginka Steinwachs. 1993 bis 1994 studierte sie experimentellen Gesang bei der Obertonsängerin Sainkho Namtchylak.
Als Sängerin in extremsten vokalen Bereichen sowie einem immensen Obertonspektrum tritt Isabeella Beumer, kohärent mit ihren Texten, bei zahlreichen internationalen Festivals auf. Es erfolgte eine Zusammenarbeit mit Komponisten, wie Nicolaus Richter de Vroe, Jörg Widmann, Hae-Kyung Choi, Johannes Fritsch.
Bühnenpräsenz und Auftragswerke für Festivals, Theater und Sendeanstalten sowie ihre Klangkunst-Kompositionen zeigen ihren persönlichen Stil. Neben ihren vokalen Performances zeigt Beumer ebenfalls lautpoetische sowie schriftbasierte Gedichte und grafische Notationen. Dynamik, Rhythmus und Sound ihrer Voice Art bilden den Motor der Semantik, lassen Neologismen eines sprachlichen Neo-Expressionismus entstehen.  
"Als Soundpoetin ist Isabeella Beumer Musikerin und Instrument zugleich und zählt zu den besten Vokalartisten und Lautpoeten des 20./21.Jahrhunderts", schreibt Christian Goller vom 7. Internationalen Voices Festival Innsbruck über sie.
Texte und grafische Notationen von Beumer erscheinen in internationalen Anthologien.
1997 wurde sie mit dem "Logos Award" der 'stichting logos', Gent, als "Best Performance of the Year" ausgezeichnet.
Seit dem Studium an der Akademie für "Psyche & Soma" Bonn, mit dem Abschluss zur Diplom Mentaltrainerin sowie der Ausbildung zur Körpertherapeutin und Yogalehrerin verbindet sie auf künstlerisch-philosophischer sowie therapeutischer Basis die Bereiche Musik, Gesang, stimmlichen Ausdruck und Bewegung in Gruppenarbeit und Seminaren.
Isabeella Beumer lebt als Musikerin und Therapeutin in Düsseldorf.

## Werke
- Componere. Kunstförderung des Kreises Herford, 1992.
- Das Meinen abgepflückt. ROSPO, Hamburg 1997, ISBN 3-930325-01-2.
- Umschreiben oder das Gedicht ins Lauschen falten. Experimentelle Poesie nach fünfzehn Gedichten von Annette von Droste-Hülshoff. Mit Zeichnungen der Autorin. Pendragon-Verlag, Bielefeld 2000, ISBN 3-929096-44-7.
- Allenfalls spuren. Rasch, Bramsche 2001, ISBN 3-934005-81-0.
- Herausforderung der neuen Zeit – Vertrauen. CD & Buch. Monsenstein & Vannerdat, Münster 2013, ISBN 978-3-86991-941-6.

## Diskografie
- (mit Vinko Globokar) Nu : improvisation live. CD. Telos Records, Mechernich 1998.
- (mit Uwe-Carsten Obier und Günter Neuhaus) Freitag, der Dreizehnte. Städtisches Museum, Lüdenscheid 1998
- Lichtwind. CD. Klangrausch Records, Bünde 2007.
- My Voice. CD. Klangrausch Records, Bünde 2008.
- (mit Kai Kretschmann) Lichtjahre. Harmonie Meditation mental zentriert im Einklang mit der schöpferischen Intention. CD. Klangrausch Records, Bünde 2010.
- CD "Unendlicher Augenblick" Naturimpressionen in Stimme und Monochord / klangrausch-records, 2020